# Simplesmente João
Simplesmente João é o álbum de estreia do cantor João Alexandre, lançado em 1991 pela gravadora Gospel Records, sendo produzido pelo próprio cantor em parceria com Pedro Braconnot, vocalista e tecladista do Rebanhão.
A obra reúne participações especiais de vários músicos, como Hilquias Alves, Jessé Sadoque, Jessé Sadoque Filho, Nelson Bomilcar, dentre outros. Dentre as faixas se destacam "Olhos no Espelho" e "Pra Cima, Brasil" (ambas gravadas originalmente pelo grupo Milad, quando João ainda fazia parte do mesmo).
Em 2015, foi considerado, por vários historiadores, músicos e jornalistas, como o 27º maior álbum da música cristã brasileira, em uma publicação dirigida pelo Super Gospel. Em 2018, foi considerado o 38º melhor álbum da década de 1990, de acordo com o mesmo portal.

## Faixas
1. "Água da Vida"
2. "Olhos no Espelho"
3. "Pra Cima, Brasil"
4. "Muito Mais Mineiro"
5. "Santo, Santo, Santo!"
6. "Cantando a Liberdade"
7. "Coração"
8. "Essência de Deus"
9. "É bom Viver"
10. "Debruçado na Porteira"
11. "Onde eu Estiver"